# Bustul lui Tudor Vladimirescu din Vladimir
Bustul lui Tudor Vladimirescu din Vladimir, comuna Vladimir, județul Gorj, datează din anul 1971. Figurează pe lista monumentelor istorice 2010, cod LMI GJ-III-m-B-09478 Bustul a fost realizat de către sculptorul gorjean Vasile Blendea.

## Imagini

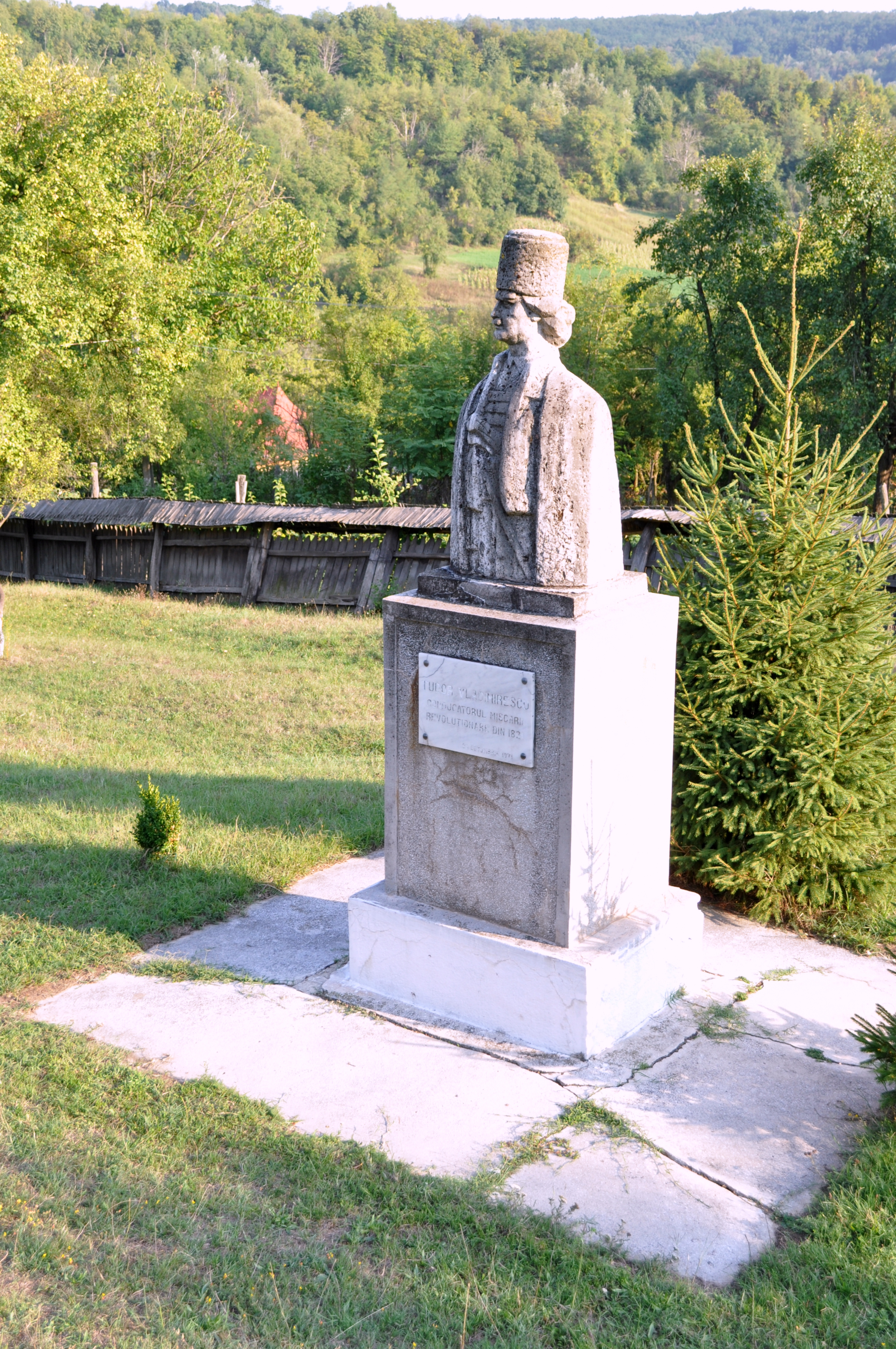
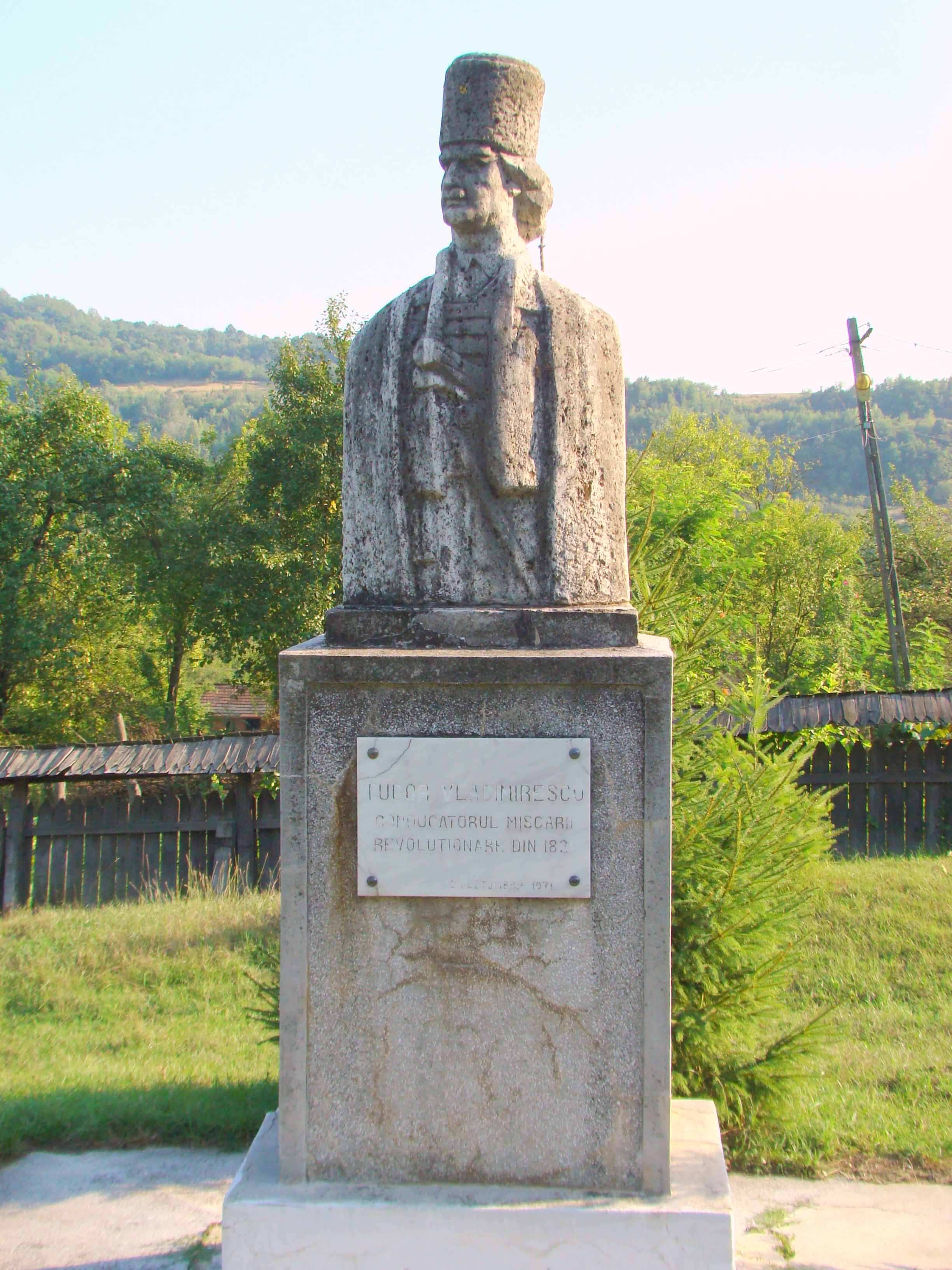